# Marcin Kłaczański
Marcin Kłaczański (ur. 4 sierpnia 1989 w Bydgoszczy) – polski lekkoatleta, sprinter.

## Kariera sportowa
Zawodnik WKS Zawisza Bydgoszcz, członek profesjonalnej grupy lekkoatletycznej Samsung Team. W 2005 mając niespełna 16 lat, został halowym mistrzem Polski juniorów młodszych w biegu na 300 m (35.91), a następnie złotym medalistą Ogólnopolskiej Olimpiady Młodzieży w biegu na 400 m (48.23). W 2006 ponownie zdobył tytuł halowego mistrza Polski juniorów młodszych w biegu na 300 m (35.29), a podczas Ogólnopolskiej Olimpiady Młodzieży zwyciężył zarówno w biegu na 400 m (48.12), jak i w sztafecie 4 x 400 m (3:20.95). Był też siódmy w sztafecie 4 x 400 m podczas mistrzostw świata juniorów w Pekinie (3:09.18; el. 3:07.69). Sezon 2006 kończył z wynikiem 47.22 (1. miejsce wśród polskich juniorów). W styczniu 2007 został halowym mistrzem Polski juniorów w biegu na 400 m (48.33). Sukces ten powtórzył podczas mistrzostw Polski juniorów na stadionie, gdy jako jedyny zszedł poniżej 48 sekund (47.71). Największy sukces w karierze osiągnął w lipcu 2007 na mistrzostwach Europy juniorów w Hengelo, gdzie zdobył srebrny medal i ustanowił rekord życiowy 46.46. Wystąpił też w finale sztafety 4 x 400 m. Reprezentanci Polski - Jakub Krzewina, Jan Ciepiela, Sebastian Porządny i Kłaczański pierwsi minęli linię mety, w czasie 3:07.87, jednak w dwie godziny po zakończeniu konkurencji zostali zdyskwalifikowani za przeszkadzanie w biegu zawodnikowi sztafety niemieckiej. Jego pozostałe rekordy życiowe wynoszą: 100 m - 10.87 (2006), 200 m - 21.51 (2007).